# نازبیابانی
نازبیابانی (نام علمی: Andrachne) نام یک سرده از راسته مالپیگی‌سانان است.